# Kohlsia whartoni
Kohlsia whartoni är en loppart som beskrevs av Traub et Johnson 1952. Kohlsia whartoni ingår i släktet Kohlsia och familjen fågelloppor. Inga underarter finns listade i Catalogue of Life.